# 彭瑩玉
彭瑩玉（?—1353年），又名彭翼、彭國玉，袁州（今江西宜春）人。元朝民变领袖。人稱彭和尚，南派紅巾軍的開山始祖。

## 生平
早年曾在江西袁州慈化寺出家，人稱彭和尚，后来改信弥勒教，四方行走，以为人免费治病传教，因“法术”高强，为民间所敬佩。

### 起事
至元四年（1338年）和徒弟周子旺在江西袁州率眾五千餘人起事，背心皆書「佛」字，以為有「佛」字，刀兵不能傷。扶周子旺称周王，立年号，后起义失败，子旺死，彭瑩玉逃亡淮西，在淮西一帶傳教，“勸人念彌勒佛號，遇夜燃火炬名香，會偈禮拜”，被弥勒教徒尊称为彭祖。至正十一年（1351年）八月，联合邹普胜、徐壽輝在蕲州（湖北蕲春）起事，攻占蕲水（湖北浠水），扶徐壽輝为帝，国号天完，设置“莲台省”（相当于中书省）统领百官。至正十三年底（1353年），元軍圍剿天完，蘄水失陷，彭瑩玉戰死，邹和徐突围。

## 人物历史研究
1948年秋，吴晗响应中共中央关于召开新政协的号召，离开清华大学进入石家庄解放区，并《朱元璋传》完稿送毛泽东阅览。毛泽东特别关注朱元璋这个历史人物评价。在激烈的第二次国共内战中，毛泽东抽时间读了吴晗的《朱元璋传》，与吴晗谈了一些具体的意见，包括农民起义领袖彭莹玉（彭和尚）的结局。吴晗在《朱元璋传》1948年修改稿中写：

“彭莹玉可以说是典型的职业革命家，革命是一生志气，勤勤恳恳播种、施肥、浇水、拔草。失败了，研究失败的教训，从头做起，决不居功，决不肯占有新播种的果实。第一次起义称王的是周子旺，第二次做皇帝的是徐寿辉，虽然谁都知道西系红巾军是彭和尚搞的，彭祖师的名字会吓破元朝官吏的胆，但是起义成功以后，就烟一样消失了，回到人民中间去了。任何场所以至记载上，再找不到这个人的名字了。功成不居，不是为了做大官而革命，真是了不起的人物。”

毛泽东读到吴晗的上述有关彭莹玉功成不居的史评，深不以为然，当面向吴晗指出：

“像彭和尚这样坚强有毅力的革命者，不应有逃避行为，不是他自己犯了错误，就是史料有问题。”

毛泽东读完退还给吴晗《朱元璋传》稿本时，还特地写了一信：

辰伯先生：

两次晤谈，甚快。大著阅毕，兹奉还。此书用力甚勤，掘发甚广，给我启发不少，深为感谢。有些不成熟的意见，仅供参考，业已面告，此外尚有一点，即在方法问题上，先生似尚未完全接受历史唯物主义作为观察历史的方法论。倘若先生于这方面加力用一番功夫，将来成就不可限量。谨致

     革命的敬礼！

     毛泽东

     十一月二十四日 

1949年1月，吴晗回到北平参与接管清华大学，工作繁忙，已来不及对《朱元璋传》进行改动，大致按1948年修改稿的样子，1949年4月由上海三联书店出版。吴晗后来着手重新研究彭莹玉的历史。在钱谦益《牧斋初学集》：“当时克复徽、杭，杀妖彭、项奴儿诸盗魁，扼楚贼方张之势”，柯劭忞《新元史》、赵汸《山东存稿》、江西《瑞州府志》等史籍中发现了彭莹玉在杭州战死的重要史科，时间是元至正十二年（1352）七月。吴晗写道：“这样看来，他并没有逃避，一直革命到底，斗争到底，是为革命而牺牲的英雄人物。”1950年吴晗发表了一篇题为《我克服了“超阶级”观点》的文章，其中谈到毛泽东在西柏坡约他谈了一个晚上，“特别指出彭和尚这一条，给了我极深刻的...教育”。吴晗写：自己对明史作了30年的研究，却由于用“超阶级思想来叙述坚强不屈的西系红巾军组织者彭莹玉和尚”，所以得出违反史实的结论，这和自己有“革命者是可以半途而废，无须革命到底”的清高思想是不可分的。1940年代初吴晗在昆明曾与闻一多相约：“等到民主政治实现，便立刻退回书斋，去充实自己，专心著作。”所以，吴晗认为彭莹玉和尚是“功成身退”，这是很了不起的历史人物事迹：

在我的《朱元璋传》里也浓厚地透露出这样的思想。我写一个元朝末年的革命组织者领导者彭和尚，一辈子作宣传、组织工作，是西系红军的领导人，他坚强不屈，领导人民斗争，跌倒了舐舐血爬起来又前进。但是到徐寿辉起义成功以后，他突然不见了。我对这个人赞叹不已，认为功成不居，不是为了做大官而革命，真是了不得的人物。 

## 武俠小說中的彭瑩玉
彭瑩玉曾多回在武俠小說中出場。
在梁羽生小说《萍蹤俠影錄》被提及，為朱元璋和張士誠師父，著有《玄功要訣》傳世，隔代傳人為張丹楓。

### 金庸
彭瑩玉，金庸小說《倚天屠龍記》中人物，為人足智多謀，武功不錯，以一與多名正派高手戰成平手，和冷謙、說不得、張中及周顛並稱明教五散人。

## 影视形象
- 譚錦華：1978  無綫電視《倚天屠龙记》
- 強漢、陳奇：1984台灣台視《倚天屠龙记》
- 曾偉明：1986  無綫電視《倚天屠龙记》
- 謝加起：2001  無綫電視《倚天屠龙记》
- 侯越秋：2009  中國《倚天屠龙记》
- 周紀偉：2019  中國《倚天屠龙记》